# Araneus unanimus
Araneus unanimus là một loài nhện trong họ Araneidae.
Loài này thuộc chi Araneus. Araneus unanimus được Eugen von Keyserling miêu tả năm 1879.